# Kardynałowie z nominacji Mikołaja V
Papież Mikołaj V (1447–1455) mianował ośmiu nowych kardynałów na trzech konsystorzach, w tym byłego antypapieża Feliksa V. Ponadto zatwierdził trzy promocje dokonane przez tego antypapieża, jak również potwierdził godność kardynalską dwóch legalnie mianowanych kardynałów, którzy popierali schizmę bazylejską:

## 16 lutego 1448
1. Antonio Cerdà i Lloscos OSsT, arcybiskup Messyny – kardynał prezbiter S. Crisogono, zm. 12 września 1459

## 20 grudnia 1448
Kościoły tytularne zostały nadane 3 stycznia 1449.
1. Astorgio Agnesi, arcybiskup Benewentu – kardynał prezbiter S. Eusebio, zm. 10 października 1451
2. Latino Orsini, arcybiskup Trani – kardynał prezbiter Ss. Giovanni e Paolo, następnie kardynał biskup Albano (7 czerwca 1465) i kardynał biskup Tusculum (14 października 1468), zm. 11 sierpnia 1477
3. Alain de Coëtivy, biskup Awinionu – kardynał prezbiter S. Prassede, następnie kardynał biskup Palestriny (7 czerwca 1465) i kardynał biskup Sabiny (11 grudnia 1472), zm. 3 maja 1474
4. Jean Rolin, biskup Autun – kardynał prezbiter S. Stefano in Montecelio, zm. 22 czerwca 1483
5. Filippo Calandrini, biskup Bolonii – kardynał prezbiter S. Susanna, następnie kardynał prezbiter S. Lorenzo in Lucina (24 listopada 1451), kardynał biskup Albano (14 października 1468) i kardynał biskup Porto e Santa Rufina (30 sierpnia 1471), zm. 18 lipca 1476
6. Mikołaj z Kuzy – kardynał prezbiter S. Pietro in Vincoli, zm. 12 sierpnia 1464

## 23 kwietnia 1449
1. Amadeusz Sabaudzki, były Antypapież Feliks V (1439–1449) – kardynał biskup Sabiny, zm. 7 stycznia 1451

## Rehabilitacje kardynałów, którzy popierali Feliksa V

### 6 września 1447
1. Zbigniew Oleśnicki (pierwsza nominacja 18 grudnia 1439 od Eugeniusza IV), biskup Krakowa, w obediencji bazylejskiej kardynał prezbiter S. Anastasia – przywrócony na stanowisko kardynała prezbitera S. Prisca; zm. 1 kwietnia 1455.

### 19 grudnia 1449
1. Louis Aleman CanReg (pierwsza nominacja 24 maja 1426 od Marcina V), kardynał prezbiter S. Cecilia i arcybiskup Arles; zm. 16 września 1450.
2. Jean d’Arces, arcybiskup Tarentaise, w obediencji bazylejskiej kardynał prezbiter S. Stefano in Monte Celio (1444–1449) – kardynał prezbiter Ss. Nereo ed Achilleo (tytuł nadany 12 stycznia 1450), zm. 12 grudnia 1454
3. Louis de La Palud OSB, biskup St.-Jean-de-Maurienne, w obediencji bazylejskiej kardynał prezbiter S. Susanna (1440–1449) – kardynał prezbiter S. Anastasia (tytuł nadany 12 stycznia 1450), zm. 21 września 1451
4. Guillaume d’Estaing, archidiakon Metz, w obediencji bazylejskiej kardynał prezbiter S. Marcello (1444–1449) – kardynał prezbiter S. Sabina (tytuł nadany 12 stycznia 1450), zm. 28 października 1455